# Robb Tallas
Robert Wayne "Robb" ("Robbie" "Rob") Tallas, född 20 mars 1973, är en kanadensisk före detta professionell ishockeymålvakt som tillbringade sex säsonger i den nordamerikanska ishockeyligan National Hockey League (NHL), där han spelade för Boston Bruins och Chicago Blackhawks. Han släppte in i genomsnitt 2,91 mål per match och hade tre nollor (match utan insläppt mål) på 99 grundspelsmatcher.
Tallas spelade också för HPK i Liiga; EC Salzburg i Österrikiska ishockeyligan; Providence Bruins, Norfolk Admirals och Wilkes-Barre/Scranton Penguins i American Hockey League (AHL); Charlotte Checkers i ECHL; Chicago Wolves i International Hockey League (IHL) samt Seattle Thunderbirds i Western Hockey League (WHL).
Han blev aldrig NHL-draftad.
Efter den aktiva spelarkarriären har Tallas arbetat som målvaktstränare för Florida Panthers sedan 2009. Där har han varit delaktig i att laget kunnat vinna Stanley Cup för säsongerna 2023–2024 och 2024–2025. Tallas var även målvaktstränare för Italiens herrishockeylandslag vid världsmästerskapet i ishockey för herrar 2019.